# Sociedade em comandita simples
A sociedade em comandita simples é a caracterizada pela existência de dois tipos de sócios: os sócios comanditários e os comanditados.
Os sócios comanditários têm responsabilidade limitada em relação às obrigações contraídas pela sociedade empresária, respondendo apenas pela integralização das quotas subscritas. Contribuem apenas com o capital subscrito, não contribuindo de nenhuma outra forma para o funcionamento da empresa, ficando alheios, inclusive, da administração daquela.
Já os sócios comanditados contribuem com capital e trabalho, além de serem responsáveis pela administração da atividade de empresa. Sua responsabilidade perante terceiros é ilimitada, devendo saldar as obrigações contraídas pela sociedade. A firma ou razão social da sociedade somente pode conter nomes de sócios comanditados, sendo que a presença do nome de sócio comanditário faz presumir que o mesmo é comanditado, passando a responder de forma ilimitada.
Essa forma de sociedade é pouco utilizada nos dias atuais. Uma vez que seus sócios possuem responsabilidade ilimitada.
Este tipo de sociedade possui uma regra específica em caso de falecimento do sócio comanditário, que é a continuidade da sociedade pelos sucessores do "de cujus" que designarão quem os represente na sociedade, salvo disposição contratual.
Na falta de um sócio comanditado, os comanditários, para evitar a solução de continuidade, nomearão um administrador pelo prazo máximo de 180 (cento e oitenta) dias para tocar a sociedade nesse período.
Dissolução: Estão contidas no art. 1033 do CC, pela falência e pela falta de uma das modalidades de sócio num período igual ou superior a 180 dias.
1. ↑  Rogério Tadeu Romano (setembro de 2019). «A SOCIEDADE EM COMANDITA SIMPLES». jus.com.br. Consultado em 27 de setembro de 2019